# Université préfectorale de Kōchi
L'université préfectorale de Kōchi (高知県立大学, Kōchi kenritsu daigaku) est une université publique du Japon située dans la ville de Kōchi.